# 射的
射的（しゃてき）とは対象物（標的・的など）に対し簡易な銃器をもちいて投射物を当てる遊戯。
また稀に、目標に向けて銃弾や矢を飛ばして射当てる行いのこと。
ここでは、対象物と投射物が規格としてある程度決められていて、遊びや競技として確立している射的や、狩を起源とする遊びや競技として確立されたものも記載する。

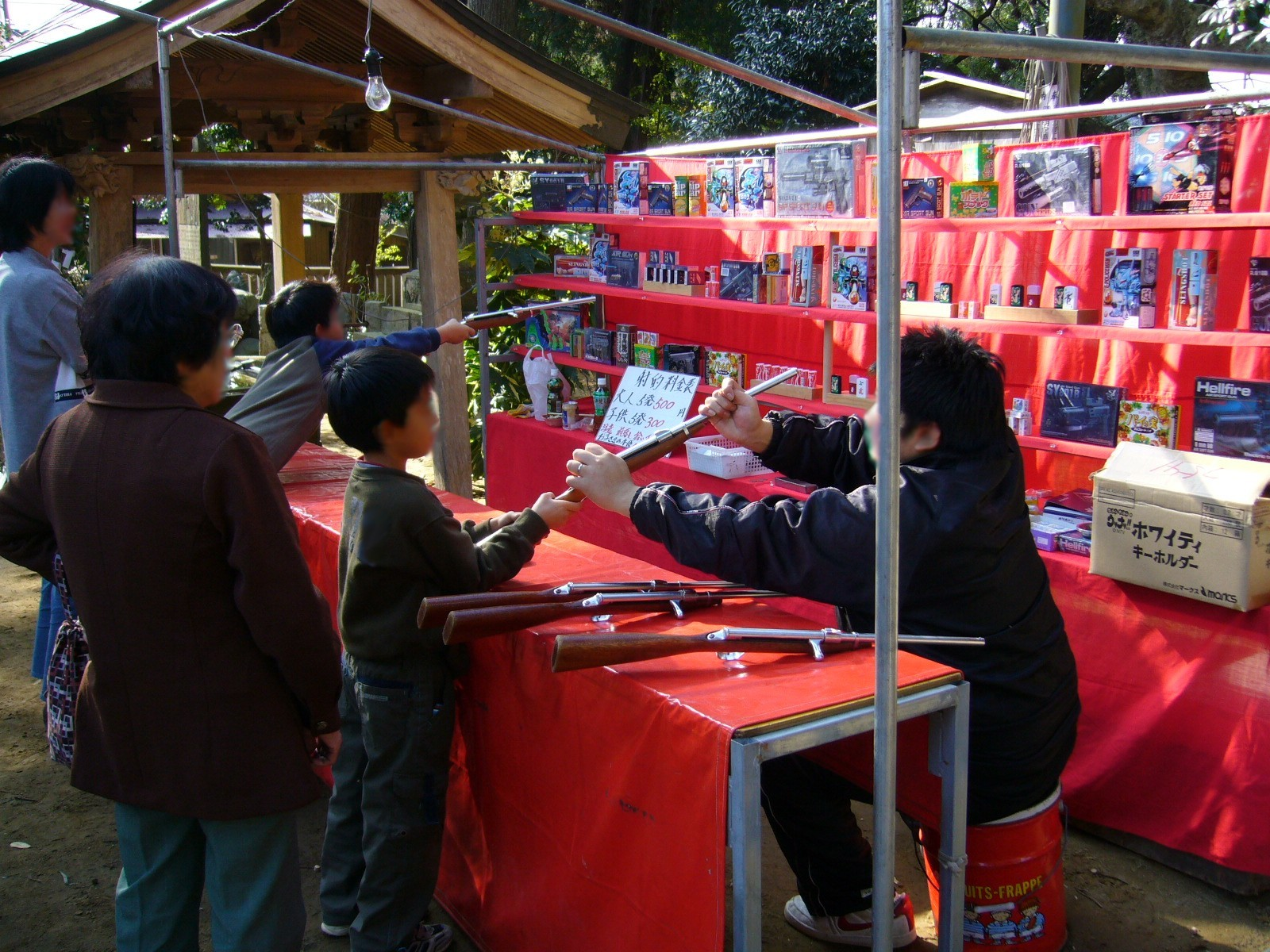
射的屋（コルク栓式銃によるもの）

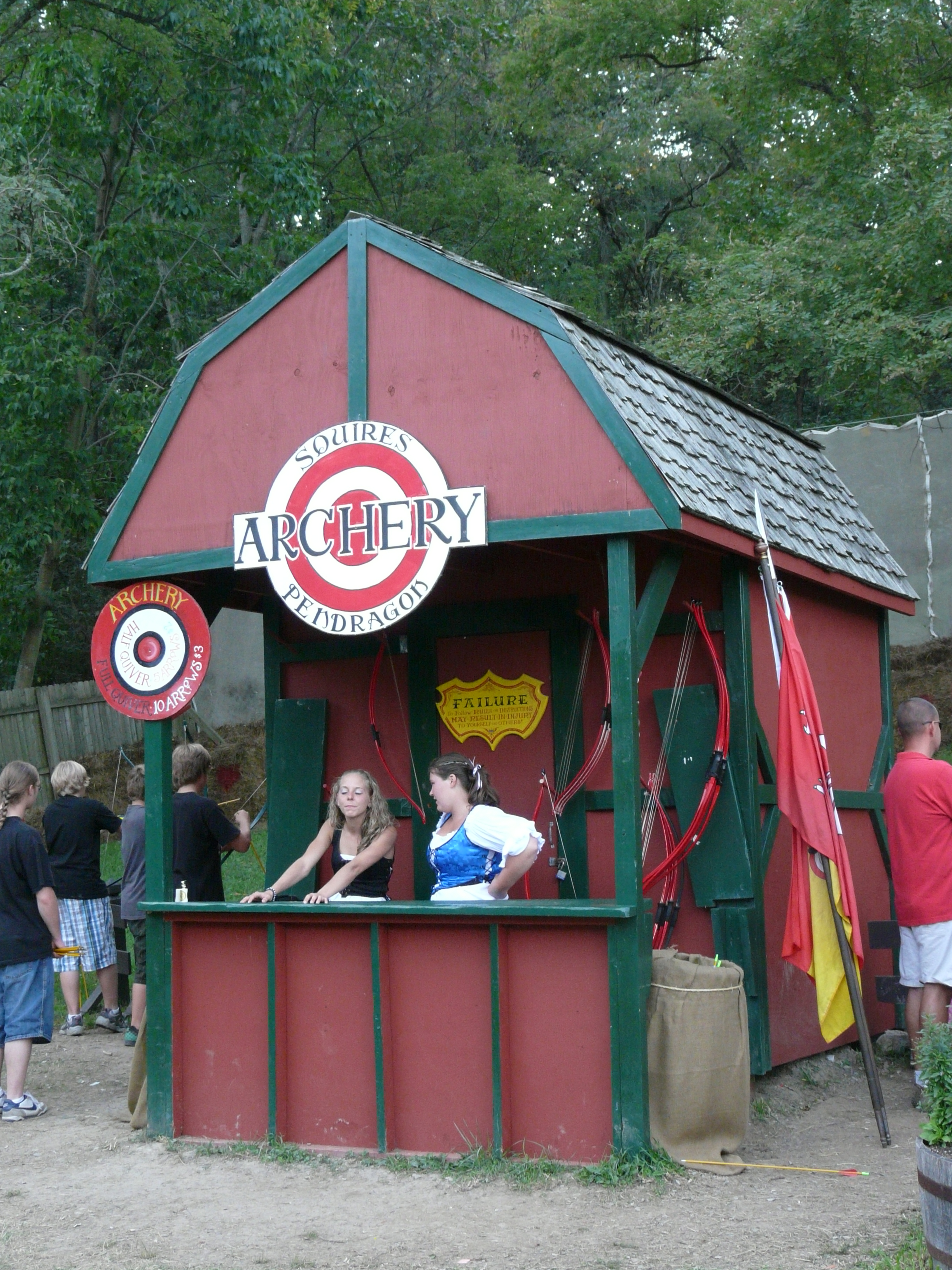
弓矢の射的場。ピッツバーグで開催されたルネッサンスフェアにて

銃でおこなう競技については「射撃」を参照。

## 概要

### 「射」の概念と「射的」
日本語で「射」の字を”物に当てる”という意味で使うことは限定的であり、「射的」という言葉は例外的である。
「射」は元来は矢などを飛ばす行為であるが、銃器が発達するにつれ、的に「当てる」意味としても使われように変化した。これは中国でも同様のようで銃器を扱う場合やサッカーおよびバスケットボールといった球技の得点に関して「射」という文字が目的に当てる意味で使われる。英語についても同様に shot と hit の区別が時代が下るにつれ曖昧になってきている。
日本語においては、的は古くは「イクハ」と呼び、これは「イクハス、サ」であり「射交わす、矢」のことである「イクハス、サ」は「イクサ・戦い」の語源ともなっていて、転じて戦闘の意となった。この的から的弓・的矢、的場といった言葉が生まれた。鉄砲がポルトガルから伝来し、その役割や機能から弓矢と同等に扱われ、修法から所作や用語まで弓術から借用し、発展した武術体系になった。

### 投射物
矢は弓で射ることが多いが、他に投げ矢（ダーツ・投壺・手矢）などもあり、矢の形態も様々である。矢の起源は銛やヤス、槍や鉾との区別が曖昧である。弓矢においても中国の弾弓や日本以外での機械弓などの発達から、必ずしも矢を飛ばすものではなく、礫や石から砲弾、果ては、人や油の入った火を付けた樽（原理は火炎瓶と同じ）にまで至る。他に、輪投げ、投扇興、アメリカ発祥の蹄鉄投げ、投げ縄やフリスビーといったものがある。

### 的
銃や弓矢や矢による現在に知られる競技の多くで、標的は同心円状に線引き色分けされた円形のものが知られている。中国の投壺は矢を壺に入れる。シューティングやアーチェリーは必ずしも円形のターゲットを射ぬくとは限らない。

## 歴史
古くは狩り（かり）や争いにおいての投石、槍投げ、弓矢や吹き矢があり、また漁り（いさり）の時の銛打ちなどがあげられる。また矢や玉や礫状のものではないが、輪投げや投網も対象物に向かって当てるという面においては、狩猟を起源とする射的といえるだろう。時代を追っ人の狩猟が発達するにつれ、道具と大規模な狩が行われ、アトラトルという槍投げ器の発明がマンモスを人間の手で絶滅に追いやったとする説もある。詳しくはマンモスを参照。
射的競技の弓矢から派生したものとして吹き矢・ダーツ（日本では投げ矢という）・洋弓銃（機械弓のこと）がある。現在では弓矢・吹き矢・ダーツ・洋弓銃はスポーツや射的として楽しまれている。そのうち洋弓銃は軍や警察機構の武器や兵器として採用する国もある。また弓矢と吹き矢は、世界各地で現在も生活の糧を得るため狩猟で使われている。
欧米のアミューズメントパークや移動遊園地やイベントの出店で、目標物に投射物をあてる出し物の遊技があり、バスケットボールを模したターゲットリングやハンマーとシーソーを使って投射物を目標のエリアに落とす、器に入れるといったものがあり、アメリカの西部開拓時代には、実弾を使った銃による射的の出し物も存在した。
現在では、アミューズメントパークやゲームセンターなどで、古いものとして無くなりつつあるが、射撃や大砲を模したもので圧搾空気を使った大がかりな的当てや小さな箱状の機械としてあり、多くはアーケードゲームといわれるコンピューターにおけるプログラムとしての画面上の仮想空間による、いわゆるシューティングゲームなどが誕生し、一般家庭でもテレビゲームの種別の一つとして普及している。

### 日本
射的は射礼（じゃらい）と呼ばれる儀式として平安時代より宮廷で行われていた。射礼は中国の同様の儀式の模倣であり、『延喜式』によれば射礼は正月中旬に催された。また、『小右記』や『御堂関白記』などの貴族の日記には貴族の間で賭射（のりゆみ）と呼ばれる懸賞をかけた射的が行われていた記録がある。賭射も儀礼的な要素が多く、『山槐記』によれば厳密な作法に則って行われていたという。賭射は騎射でも行われ、寛治6年（1092年）には武者20人による笠懸が行われている。同時代、賭射を気楽な遊戯化した「小弓合せ」という室内遊戯も盛んに行われた。
戦国時代には、手裏剣が忍者とともに発生し、ポルトガルから伝来した鉄砲や古来からの弓矢を総称して「飛び道具」と呼んだ。しかし日本では槍投げという戦術や武道は発達しなかった。

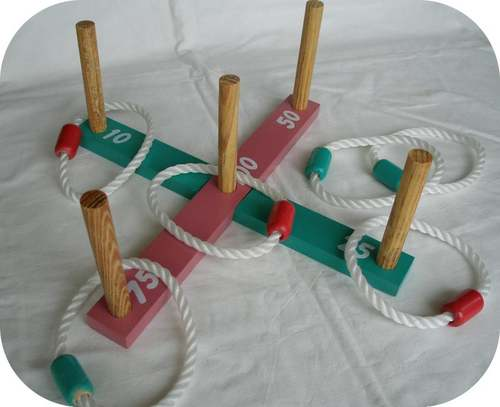
輪投げの玩具

庶民においては江戸時代以降に特に栄えた祭り文化において、市や縁日や祭りなどの射的も古くは弓矢で行われていた。寺社普請の一環として富籤などとともに、祭り弓矢と夕楊弓などが結び付き、市や祭礼の行われる門前町や縁日において、懸け物（景品交換式遊技）といわれる出し物が行われるようになっていった。弓矢の射的を中心に輪投げや吹き矢も行われるようになり、当時は射的ではなく的矢（まとや）と呼ばれ、的矢を営む者を的屋（まとや）と呼び、後の露天商を生業とする的屋（てきや）になったと言われる。近代では的屋が行う射的に性質の似た遊戯として弓矢や吹き矢、コルク栓式空気銃や水鉄砲、輪投げ、「・・・釣り」や金魚掬いなどがある。
昭和初期まで、祭礼の行われる場所や市や縁日などを始めとし、都市部の商店街や繁華街や遊園地などで常設や仮設も含め、盛んに行われていた射的だが、パチンコホールの台頭などもあり廃れていき、現在では、観光地や温泉場や古くからある遊園地や、数少なくなった縁日などでしか、見ることはできなくなっている。理由の一つとしては、寺社普請などの地域振興であった射的としての懸け物や賭け事が、法律の改正により、小さな集落としての自治の社会基盤整備の資金集めの一環として、簡単に出来なくなってしまったことが挙げられる。
宝くじの抽せん会では、江戸時代に使われた吹き矢の的である「ぶん回し」といわれる的とほぼ同じものを使って、洋弓銃による番号の抽せんが行われている。
射的と法律
- 射的場(輪投げ等含む)は「風営法の4号(旧7号)規定の営業」にあたり、その他の輪投げやコルク栓式空気銃の射的なども同様である。以上の理由により、風俗営業が禁止された地区では射的遊技の営業は出来ない。2017年現在で、一部の歓楽街や神宮など(伊勢神宮など)で常設されており、また祭事などの出店でも見かけることができる。なお、本来であれば風営法規定での4号営業下になるため客として18歳未満の入場、遊戯は厳に禁止されているはずであるが、18歳未満の入場や遊戯も黙認されているのが現状である。[2](一部ではあるが、18歳未満の遊戯が行われる可能性があるとして営業許可が降りなかった事例も存在する[3])
- 矢場や楊弓場は、現在ほとんど残っておらず、京都などで1個所が確認できる程度である。現在は景品交換や商品はなくゲームセンターと同じ遊技場としての扱いであり、「風営法の5号(旧8号)規定の営業」となっているところが多い。
- 弓道場の的場なら一般の体育競技の練習場であるため風営法の管轄下になく届け出等は必要がない。

## 日本の射的

### 武芸
弓矢

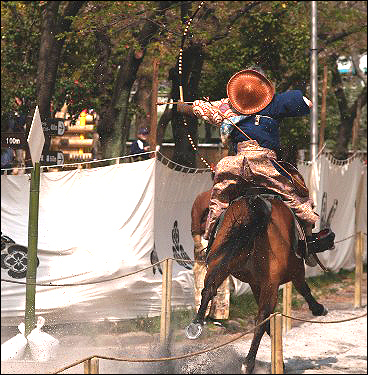
流鏑馬：的を射ぬく直前の瞬間

弓矢とは和弓や楊弓により行われる一種の射撃競技。　
- 武芸としての弓矢
  - 弓術 
    - 通し矢 - 正式には的はないが、遠近法により、廊下の途切れる先が、見た目にも感覚的にも的といえるだろう。詳しくは通し矢を参照。

  - 弓の芸 - 弓の芸とは弓にて矢を射る技の事である。古くは弓矢も狩りの技の向上を目指し、修練が行われてきたが、中世には身分制度や封建社会などが確立され、武具や武士に関わる所作を学ぶ事は、農工商にある者は許されなかった。ただし弓矢と相撲は神事の一環として、禁止された時代や地域もあったが、庶民が嗜むことを許された。特に神事として祭り矢・祭り弓が盛んに行われたので、射手に選ばれれば、その地域の吉凶を左右する立場から、多くの庶民が的場に通い熟練者に指導を仰いだ。弓術や弓道と違い、免許皆伝や流派の開祖となることは出来なかったが、現在でも少数ながらこの流れを汲み、段位などの取得にこだわらず、的場に通い弓矢を嗜む人々が存在する。
  - 馬上弓術
    - 流鏑馬 - 詳しくは流鏑馬を参照。

  - 弓道 - 弓道とは和弓を使った日本の伝統武道。日本の弓は世界的にみて非常に特殊な工夫がなされておりその為、世界で類を見ない「長弓」（複合素材弓）である。飛距離も大きく武道の精神性もあいまって海外でも愛好者が多い。詳しくは弓道を参照。

射撃

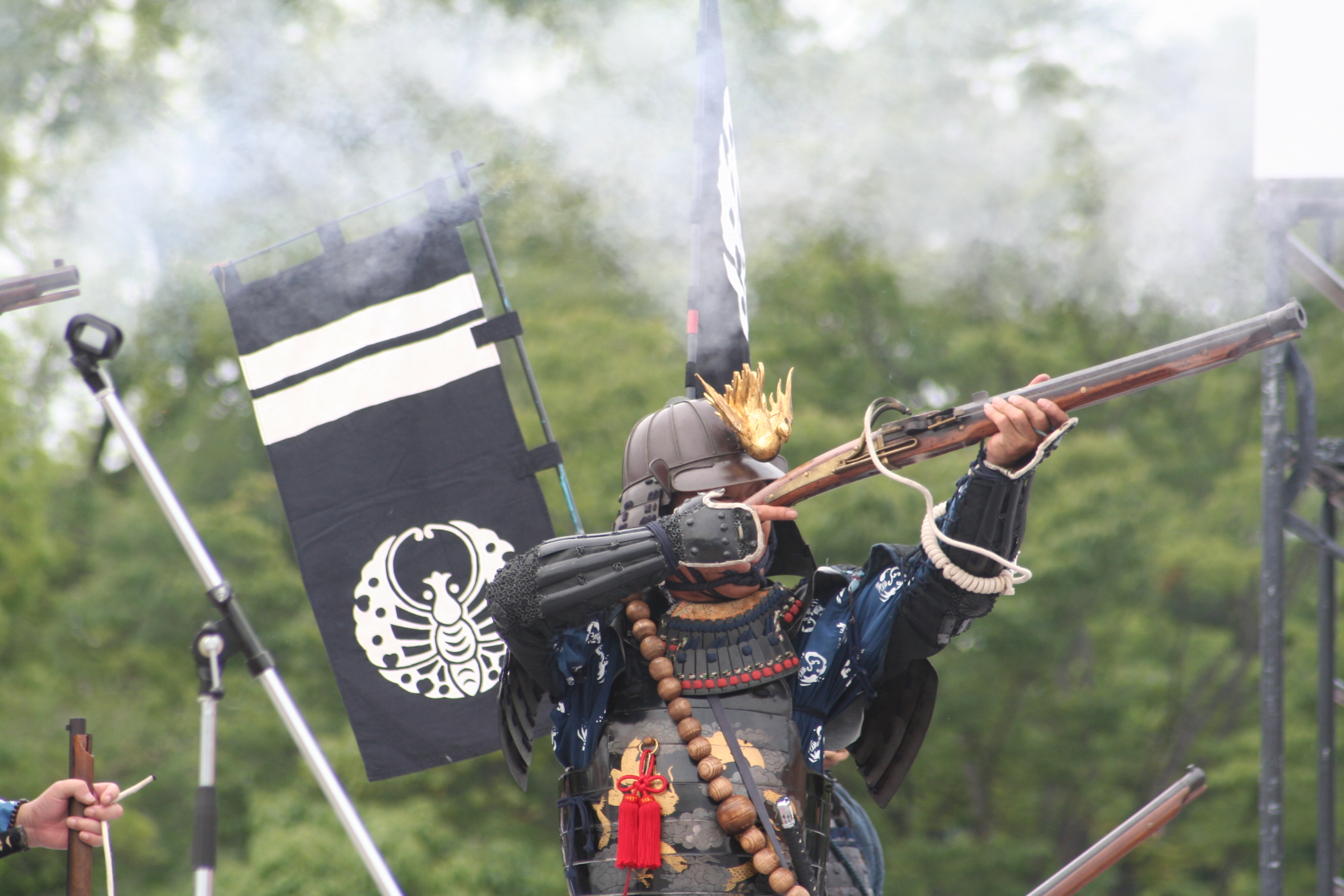
火縄銃による射撃のデモ

- 射撃 - 。日本より海外での競技としての射撃が一般的であり有名だが、戦国時代の日本における鉄砲（銃）の総数は全ヨーロッパの総数より多かったといわれる。この事から武術や戦闘訓練としての射撃は盛んに行われていたが、江戸の太平期や明治維新、第二次世界大戦の敗戦などの時代的背景と戦術や銃の近代化により火縄銃の射撃術は廃れていった。

### 遊興
弓矢
- 楊弓 - 楊弓という小弓であり、主に平安時代の公家が遊興で使用したといわれ、座ったままで行う正式な弓術であり、対戦式で的に当った点数で勝敗を争った。後に江戸時代には、的屋（まとや）が営む懸け物（賭け事）の射的遊技として庶民に楽しまれ、江戸時代の後期には、隆盛を極め、好ましくない風俗の側面まで持つようになった。そして大正時代まで続いたといわれるが、江戸時代から大正時代に至るまで好ましくない賭博や風俗であるとされ、度々、規制や禁止がなされた。 
  - 的屋（まとや） - 公家の楊弓と祭り矢・祭り弓を起源とし、江戸時代には懸け物の射的遊技が出来た。祭りや市や縁日が立つ寺社の参道や境内、門前町・鳥居前町・遊廓で出店や夜店として大規模な楊弓店、から小さな矢場といわれる小店があり、弓矢を使い的に当て、的の位置や種類により、商品や賞金が振舞われた。第二次世界大戦以前は町中でも営業が行われていた事が当時の地図などからうかがえるが、風営法の制定や戦時の影響により徐々に姿を消し、現在では祭事などの出店を除いてほとんど見かける事が出来ない。常設店舗に関しては伊勢神宮に併設されるおかげ横丁など、一部の観光地で射的場が残る程度となっている。
- 投壺（とうこ） - 壺射ち（つぼうち）ともいい、中国で考案されたダーツの様なもので、二人対戦で行う射的。投げ矢を壺に入れる遊戯であるが、奈良時代に伝わり平安時代にも公家の間で行われた。所作や採点が難しかったので廃れたが、江戸時代には再び楽しまれ、投壺が起源となり投扇興（とうせんきょう）が生まれたといわれる。投壺も投扇興も身分に限らず、皆が熱中したので、幕府は度々禁止した。
  - 投扇興 - 投扇興（とうせんきょう）は「お座敷遊び」の一つである。台の上に置かれた蝶という的に扇子を投げて当てる競技で蝶の落ちた時の立ち方や扇子と位置関係により点数が決まりそれを競う。愛好会が数多くあり定期的に日本各地で大会が催される。詳しくは投扇興を参照。
  - 射的銃-祭りなどの屋台で行われる射的は射的銃の先端にコルクを詰めて圧縮空気により発射するものが一般的である。コルクはシリンダー内の高圧空気で押し出されるだけでコルクが狙った方向に飛ぶとは限られていない。そのため命中率は極めて低く期待を裏切られる場合が多い。
- 吹き矢

吹き矢とは主に江戸時代の懸け物の遊技の道具として使われた。その他には小動物の狩猟としての使用があったとされる。また、忍者の流派によっては忍術書に記述があることや、道具として僅かだが実物も残っているが、実際にどの程度の利用があったかは定かではないが、刺客や忍者が暗殺の手段として使う事が小説などで描かれる。
構造は矢については細長く円錐に加工した竹に紙や動物の体毛の矢羽を矧いだもので、筒は竹の内側を均等に加工したものや和紙を丸めたものがあり、それぞれの筒の内や外に漆を塗ったものがある。
江戸時代の祭り文化の発達と共に様々な露天商が発生したが、吹き矢もその一つで、売り台の上に円形の木製の回転する的（ぶん回し）をおき、客に吹き矢で回転する的を射抜かせる射的遊技であり、的は放射状に区分けされていて当った場所により景品の良し悪しがあった。
吹矢で棚の上に載せてある賞品の人形などを射落とすことは矢が軽いので困難だが、樋口は人形を載せる台座とスポンジ的をワイヤで連結してスポンジ的に矢が当たると台座が跳ね上がり人形が落下する「吹矢射的」を考案した。このようにすれば射的銃と同様な射的が吹矢でも可能である。
その他
- 輪投げ - 的屋が提供する遊技で木製の輪を投げ、的である棒や瓶にはめ込む競技。または、スポーツ競技としての輪投げもある。詳しくは輪投げを参照。

## 日本以外の射的

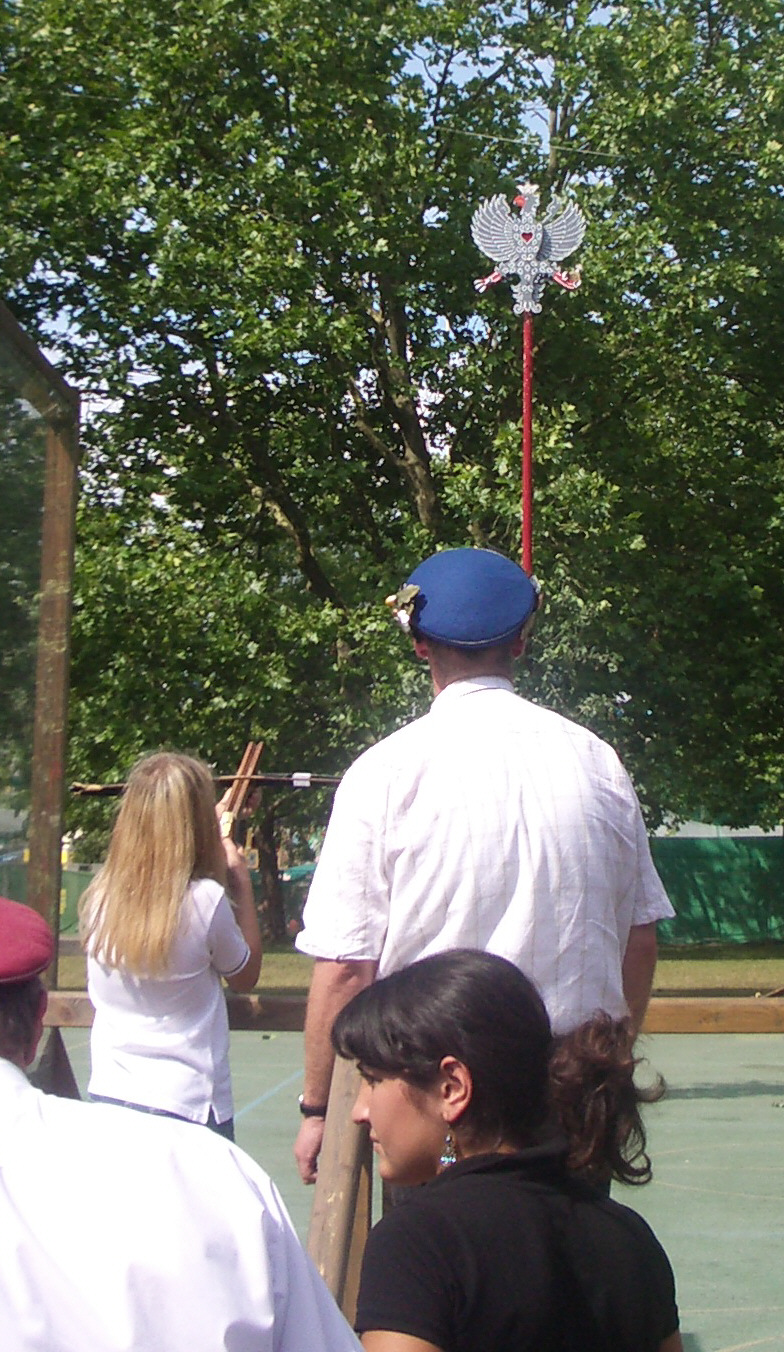
クロスボウによる射的

### 武具・狩猟具
弓矢
- アーチェリー - アーチェリーとは洋弓による射的競技でオリンピック競技としても有名。詳しくはアーチェリーを参照。
- クロスボウ - クロスボウとはボーガンともいい、和名は機械弓という。欧米を中心に近代的な素材で作られたもので、射的競技が行われている。詳しくはクロスボウを参照。
- ダーツ - ダーツとは専用の小さなやを直接、手で投げて的に当てる競技であり、日本や欧米では最もポピュラーな射的競技である。家庭用の玩具の簡単な物からバーなどにある高価な機械式の的を備える物まで様々であり一般に普及している。詳しくはダーツを参照。
- 吹き矢 - 吹き矢は世界各国で競技としての射的が行われているが、国際的に共通したルールが確立されているとは言えない。また各地の先住民で狩猟民族では、弓矢と共に吹き矢の狩猟も盛んであり、生活の糧となっている。

射撃・その他
- 射撃 - 射撃は日本より海外での競技としての射撃が一般的で有名である。実弾による射撃場は欧米、東南アジアなどで手軽に楽しめる。ちなみにスイスでは成人以上の全国民（男女共）が、定期的にライフル等による射撃訓練をすることを法律で義務付けている。

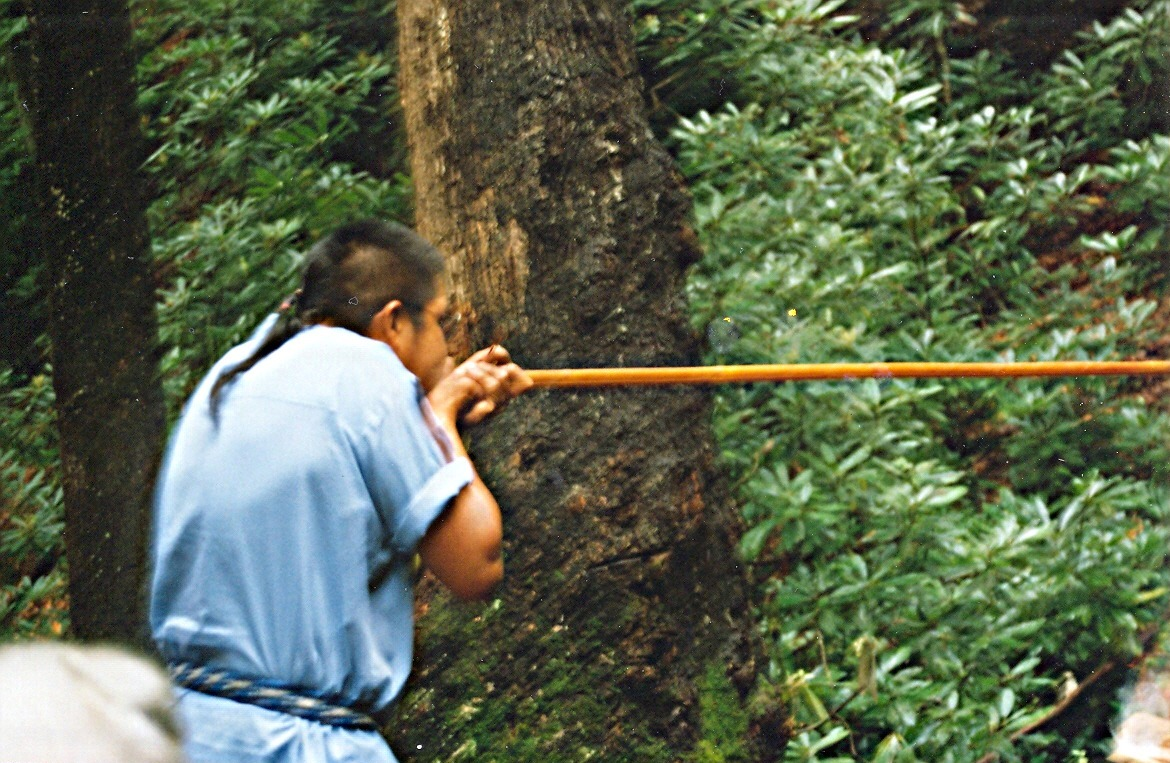
吹き矢のデモンストレーション

- 投石 - ペルー南部のインカ帝国の末裔といわれる人々が、特殊な紐（端的にいえばスリングショットの柄の部分を無くした物）を使い石を投げ、的に当てる行為などが、代表的である。詳しくは投石器を参照。
- やり投 - やり投とは槍を投擲して飛距離などを競う競技である。オリンピック競技では的ではなく飛距離を競うが、世界各地では的に当てる競技や遊びが沢山見られる。
- 蹄鉄投げ - 蹄鉄投げとは馬の蹄鉄（ていてつ）を地面に立てた杭に巧く当ててはめ込むということをする競技。ロデオ大会で余興や観客どうしの楽しみとして良く行われる。詳しくは輪投げを参照。

## 的の形状が定まっていないもの

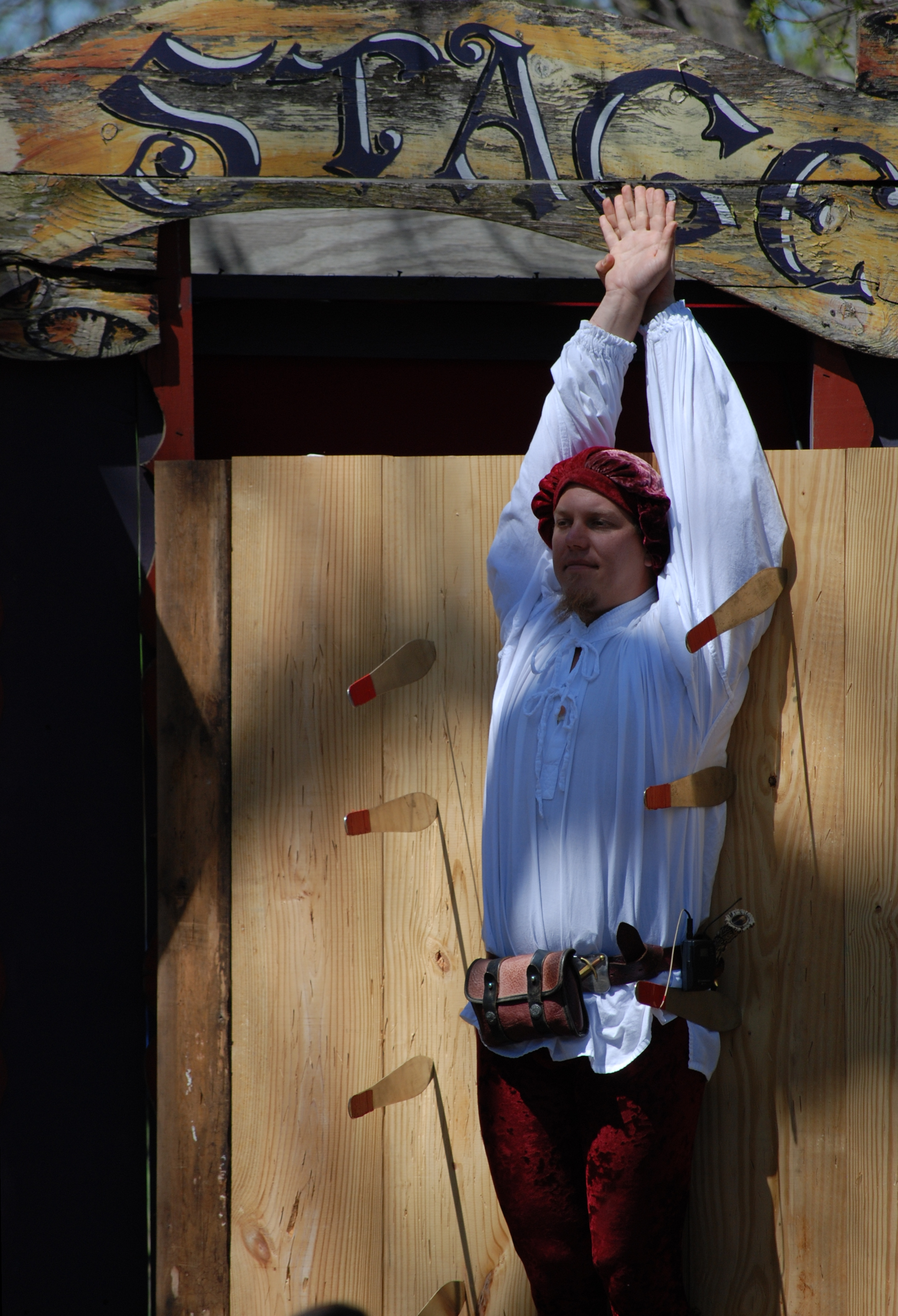
投げナイフの曲芸

### 曲芸
- 忍者の飛び道具 - 手裏剣・苦内・笄などがあり、畳や戸板に書いた的にこれらを放ち刺す競技がある。武道や曲芸や観光地のアトラクションとして行われる。
- ナイフ投げ - ナイフ投げとはナイフを的に当てる芸や遊び。サーカスなどの曲芸として世界各地で職業として行われている。映画などでも西部劇や海賊を主題にした荒くれ者が登場するときに、ナイフ投げをつかった的当てのシーンなどがある。
- カード投げ - カード投げとはトランプのカードを手首のスナップで回転を与え投げて的にあてる、その回転を利用して標的になるものを切るといった遊びや曲芸で、で、おもに手品師や曲芸師の余興の一つとして行われる。
- メンコ射撃-直径6cmのメンコをゴム銃のセットして発射する射撃で5m離れた的に正確にメンコを命中させることができる。
- 鞭捌き - 鞭捌きとは曲芸として鞭の先端部分を的（タバコ、リンゴなど）に当てるという競技。またカウボーイの基本的技術のひとつである。

### 玩具
- スリングショット・ぱちんこ  - いわゆるパチンコホールのパチンコとは違い子供の遊びとしての「ぱちんこ」海外ではスリングショットという。具体的には二股になった木の枝を「柄」として使用し、二股の先端をゴム管のひもで繋ぎ、ゴム管の中間点にあて物をあてがい、そこにパチンコ玉、ビー玉や小石などをはさみ、ゴムの反発力により玉を発射して、的に当てる。詳しくはスリングショットを参照
- フリスビー - フリスビーとは皿状の樹脂でできた円盤で、中心に向かい緩やかな弧を描く、円周の外側で下に反しが設けられていて、回転させ投げる遊びの道具である。本来はパイ皿を投げて的に当てる遊びであった。

## 射的に類するもの

### 日本
バスケットボールやターゲットリングに似たものとして、運動会で行われる玉入れがあり、高い棒のうえに籠を設置しその籠めがけ小豆などが入った布製の玉を投げ入れる競技。
玉入れに似ている物として「火祭り」の一つの神事として、高い棒の上に籠を置き松明を入れ、先端に荒縄でまいた重石に荒縄をむすんだものに火をつけたのち、縦に振り回転させ、その反動で縄を籠に投げ入れ松明を早く着火させる、といった競技もある。形状と原理は、上に投げるか水平に投げるかの違いはあるが、中国の武器である流星錘・縄鏢や競技のハンマー投と同じである。

### 日本以外
球で的を狙う競技でも、ほとんどの時間、球などが地を這う転がるもの（ボウリングやビリヤードなど）は省いた。

#### 狩猟具
元は狩の道具であったものが競技や玩具として確立されたもので、弾丸や矢の形状ではないが、的を狙うもの。
- ブーメラン - ブーメランとはオーストラリアの先住民のアボリジニの狩猟道具、獲物に当たらなかった時は手元近くに戻ってくる。的中率が悪いことから投げてキャッチすることが主たる目的の競技。
- ヨーヨー - ヨーヨー とは現在のフィリピンの先住民における狩猟道具である。高い木の上でじっと待ち下に獲物が来た瞬間投げ下ろす、当たらなかった時に一々下に降りる事が面倒な為、紐をつけたといわれる。ブーメランと発想が共通する。
- 投げ縄 - 投げ縄とは畜産や放牧、遊牧を生業にする者の中から生まれた競技で、縄の先端に引っ張ると締まる輪をつくり、的になる動物めがけて縄の輪を放ち動物を捕獲する競技。ルールや的となる動物は違うが世界各地で見られる。縄かけともいい、ロデオといわれるカウボーイの競技大会の種目の一つでありカナダ、アメリカ、オーストラリアで盛んに行われている。

#### 遊興
スポーツ・球技

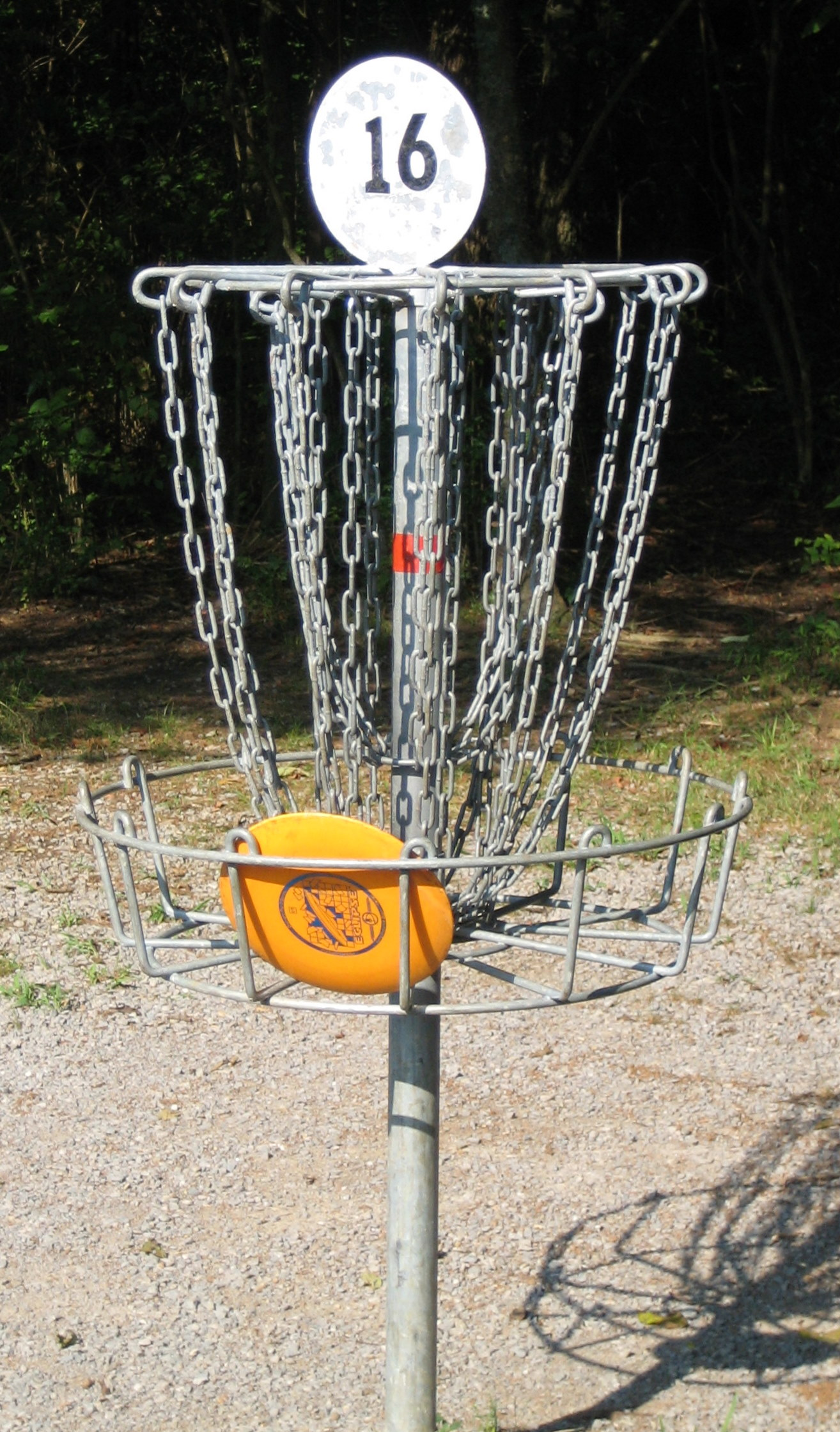
ディスクゴルフの的になる鎖でできた籠とフリスビー

- ゴルフ - ゴルフとはカップという目標、いわゆる、的に球をクラブという棒で打ち飛ばして入れる競技。
  - ターゲットゴルフ - ターゲットゴルフとはゴルフボール(またはそれを模した球)や代わりに羽（ショット、バドミントンの羽と同じ）や矢を使いカップの代わりに籠や的を使う競技。
    - ディスクゴルフ - ディスクゴルフとはターゲットゴルフの一種で、球の代わりにフリスビーを使いカップの代わりに鎖の束の籠状の的に当てる競技でルールーは大まかにゴルフと同じである。
- バスケットボール - バスケットとは籠のことであり、その籠に物を放り投げて入れるといった遊びが起源といわれ、籠球と日本語で表記し日本の玉入れとの類似性があげられる。フリースロー競技などは、アメリカのアミューズメント施設や移動遊園地でターゲットリングとして射的遊技として楽しまれている。
- サッカー - サッカーにおいては、特にPK戦はゴールという的に球を蹴り入れる行為であり、TVイベントではゴールを的で分割し当てる、ターゲットゴールという競技も生まれた。

石や礫や球を投げて目標物に当てる競技。ペタンク・ビー玉遊び・石蹴り。　　　
- ビー玉遊び - 地面に描いた、円の中にビー玉を投げ入れ、その中やその的に近い物が勝ち、ビー玉を奪い合う競技。戦略として相手のビー玉も的として狙うこともある。
- ペタンク - 偶然なのかフランスの国技とも称される「ペタンク」という競技は日本のビー玉遊びとルールがそっくりである。なにかしらの繋がりがあるのかは、はっきりしないがペタンクの方が歴史は古い。
- 石蹴り - 石蹴りとは地面に描いた、区分けしたエリア（まと）に石を投げ入れ、遊び手自身が駒になり上がりを競う双六遊び。

## 射的から派生した言葉
- 射止める - 手に入れることの例え。「金的を射止める」とは望んだものが手に入ることのたとえ。
- 金的 - 手に入れたいものの例え。「金的を射止める」とは望んだものが手に入ることのたとえ。
- 射倖心 - 偶然によりもたらされる幸運や金品に昂揚する心。賭け事の期待値を上下させる事により、賭博に参加する人々の変化する心情。
- 祝的（しゅうてき） - 厄や鬼が祓われたことのたとえ。神事としての的矢において金的や銀的から矢を抜く儀礼。
- 図星 - 物事の隠された意味や意図を指摘したり見抜くこと。
- 的中 - 物事の予想が当る事。思ったとおりに事が進んだこと。
- 的 - 注視、注目される人や物事。「羨望の的」や「攻撃の的になる」など。
- 的外れ - 物事の真意や要点を把握できないこと。話が伝わらないこと。反対語として下記「的を射る」がある。
- 的を射る - 同義語として「正鵠を得る」がある。「当を得る」と混同されるが、当を得るは射倖心は同じでも、「富くじ」から生まれた言葉である。
- 目星をつける - 物事の大まかな本質を見極めること。
- やばい-楊弓場などは矢場と言われていたが客が撃った矢を回収する矢取り女がいた。矢を回収する作業は危険だったので「矢場い」の単語が生じた。